# Рюден, Сигурд
Си́гурд «Си́гге» Рю́ден (англ. Sigurd «Sigge» Rydén; 10 января 1910 — 2005) — шведский кёрлингист.
В составе мужской сборной Швеции по кёрлингу участник и бронзовый призёр чемпионата мира 1965. Чемпион Швеции среди мужчин и среди ветеранов.
Играл на позиции второго.

## Достижения
- Чемпионат Швеции по кёрлингу среди мужчин: золото (1965).
- Чемпионат Швеции по кёрлингу среди ветеранов: золото (1969).

## Команды
| Сезон   | Четвёртый       | Третий             | Второй       | Первый          | Турниры            |
| ------- | --------------- | ------------------ | ------------ | --------------- | ------------------ |
| 1964—65 | Туре Рюдман     | Гуннар Куллендорф  | Сигурд Рюден | Бёрье Хольмгрен | ЧШМ 1965 · ЧМ 1965 |
| 1968—69 | Бёрье Хольмгрен | Bengt Thermaenieus | Сигге Рюден  | Harry Wikström  | ЧШВ 1969           |

(скипы выделены полужирным шрифтом)